# Regionális vonat
A regionális vonat, más néven helyi vonat vagy személyvonat, olyan vasúti személyszállítási szolgáltatás, amelyek városok és kisebb települések között közlekedik. Ezek a vonatok több megállóval közlekednek rövidebb távolságokon, mint a városok közötti vonatok, de kevesebb megállóval és gyorsabb közlekedéssel, mint az elővárosi vonatok. A regionális vasúti szolgáltatások a városi területek határain túl közlekednek, és vagy hasonló méretű kisebb városokat és településeket, vagy városokat és a környező településeket kötik össze, az elővárosi övezeten kívül vagy annak külső peremén.
A regionális vonat általában egész nap egyenletes terhelést biztosít, bár a csúcsidőben kissé megnövekedett forgalmat biztosíthatnak. A szolgáltatás kevésbé irányul arra, hogy az ingázókat a városi központokba szállítsa, bár egyes rendszereken ez is generálhatja a forgalom egy részét. Más regionális vasúti szolgáltatások két nagyvárosi terület között közlekednek, de sok közbenső megállóhelyen is megállnak.
Észak-Amerikában a "regionális vasút" nem elismert szolgáltatási besorolás az "ingázó vasút" és a "városok közötti vasút" között; a nehézvasúti és könnyűvasúti rendszereket, amelyek kétirányú egész napos szolgáltatást és összeköttetést kínálnak az elővárosok és a peremvárosok között, és nem csupán a dolgozókat szállítják egy központi üzleti negyedbe, "ingázó vasútnak" tekintik.

## Jellemzők
A regionális vasút és az elővárosi vasút közötti fő különbség, hogy az utóbbi az emberek napi szintű közlekedésére összpontosít a lakóhelyük és a munkahelyük között. A regionális vasút a nagyvárosokon kívül működik. A helyközi közlekedéstől eltérően a legtöbb vagy az összes állomáson megáll. A vonal mentén található kisebb települések között nyújt szolgáltatást, és összeköttetést biztosít a távolsági járatokkal is. A regionális vasút jellemzően egész nap közlekedik, de gyakran alacsony járatsűrűséggel (óránként egyszer vagy naponta csak néhányszor), míg az elővárosi vasút egy agglomeráción belül nagy járatsűrűségű szolgáltatást nyújt.
A regionális vasúti szolgáltatások sokkal kevésbé jövedelmezőek, mint a helyközi vasúti szolgáltatások (főként azért, mert sok utas havi bérletet használ, ami alacsonyabb árat jelent egy útra, és az alacsonyabb átlagsebesség kisebb távolságot jelent, ami kevesebb jegybevételt jelent egy üzemórára vetítve), ezért állami támogatásra van szükségük. Ezt szociális vagy környezetvédelmi okok indokolják, valamint az, hogy a regionális vasúti szolgáltatások gyakran a jövedelmezőbb távolsági vonalak betáplálójaként működnek.
A regionális és a távolsági vasútvonalak közötti különbség a feltalálásuk óta általában a motorkocsik és motorvonatok széleskörű használata szemben a hosszabb távú vonatokkal, melyek többnyire mozdonyvontatásúak, bár az olyan motorvonatok, mint a British Rail 390 sorozat és a V/Line VLocity fejlesztése elmosta ezt a különbséget. A rövidebb regionális vasúti járatokat általában még mindig kizárólag motorvonatokkal üzemeltetik, ahol vannak ilyenek, amelyeknek rövidebb a hatótávolságuk és alacsonyabb átlagsebességgel közlekednek, mint a városközi vasúti hálózatokon közlekedő járatok. A mozdonyok használatának mellőzése nagyobb utaskapacitást biztosít a csúcsidőszakokban az ingázó forgalomban. Vannak olyan vonatok, amelyek a regionális és a távolsági vonatok között helyezkednek el, mint például az Oresundtrain (Koppenhága és három, több mint 3 órányi távolságban lévő svédországi város között), amely a regionális vonatokhoz hasonló megállási renddel és bérletárakkal vonzza a munkába ingázókat.

## Regionális vasút a különböző országokban
Ez a lista a különböző országokban a regionális vasútra használt kifejezéseket ismerteti a fentiek szerint.
| Ország        | Vasúttársaság                     | Név                                                                  | Angol / megjegyzések |
| ------------- | --------------------------------- | -------------------------------------------------------------------- | --- |
| Algéria       | SNTF                              | Inter-villes / Réseau de lignes de banlieue                          | Az "Inter-villes" autósvasút Algéria regionális vonata, a "Réseau de lignes de banlieue" (commuter rail) pedig az algériai nagyvárosok, mint Algír, Oran, Constantine és Annaba elővárosi vonata. |
| Ausztrália    | Queensland rail                   | Traveltrain                                                          | Az Queensland-ben Brisbane-ből induló távolsági vonatokat üzemeltet (kivéve The Inlander). |
| Ausztrália    | NSW TrainLink                     |                                                                      | Régiós és távolsági vonatokat üzemeltet NSW-ben Sydney-ből vagy Newcastle-ből, továbbá államközi járatokat üzemeltet Melbourne és Brisbane felé. |
| Ausztrália    | Transwa                           |                                                                      | Regionális vasútvonalat üzemeltet Nyugat-Ausztráliában Kalgoorlie és Bunbury között Perth felől. |
| Ausztrália    | V/Line                            |                                                                      | Régiós és helyközi járatokat üzemeltet Melbourne-ből Viktória, jól ismert a V/locity üzemeltetéséről. Dízel motorvonatok. |
| Ausztria      | ÖBB                               | Regionalzug                                                          | "Regionális vonat". Minden megállóhelyen megáll. Csak 2. osztállyal közlekednek. |
| Belgium       | SNCB/NMBS                         | helyi vonat/helyi vonat                                              | "Helyi vonat" |
| Kína          | China Railway                     | 市郊旅客列车                                                         | "(市郊旅客列车)" (S sorozatú vonatok), nem gyakori. Megjegyzendő, hogy a "(城际动车组列车)" vonatok (C-sorozatú vonatok) gyakoribbak lehetnek, mint az elővárosi vasutak, és ingázásra használják. |
| Csehország    | ČD                                | Osobní vlak, Spěšný vlak                                             | "személyvonat", "Sebesvonat" |
| Dánia         | DSB, Arriva                       | Regionaltog                                                          | "Regionális vonat". Ez a kategória azokra a vonatokra vonatkozik, amelyek általában minden megállóban megállnak. |
| Finnország    | VR Group                          | Taajamajuna (Finn) (FI), Regionaltåg (Svéd)                          | "agglomerációs vonat". Az állomásközlemények a "regionális vonat" kifejezést használják. |
| Franciaország | SNCF / RATP                       | TER, RER, Transilien                                                 | Trainsport Express Régional (TER) a francia régiókban, Transilien és RER Île-de-France régióban |
| Németország   | DB és egyéb szolgáltatók          | Regionalbahn (RB) Regional-Express (RE)                              | "Regionális vonat". Ezt a kategóriát a városi területeken kívül minden megállóhelyen megálló vonatokra használják. Korábban Nahverkehrszug és még korábban Personenzug volt a nevük. |
| Németország   | DB                                | S-Bahn (S)                                                           | "Elővárosi vonat" vagy "városi vonat". Ezt a kategóriát a város minden megállóját érintő vonatokra használják. Az S-Bahn csak városokban és vonzáskörzetükben közlekedik. |
| India         | IR                                | Személyvonat                                                         | "Utasvonat" vagy egyszerűen csak "Passenger". Ezt a kategóriát az útvonalán minden vasútállomáson megálló vonatokra használják. |
| Indonézia     | KAI                               | Kereta Ekonomi Lokal                                                 | "Helyi gazdasági vonat". Ezt a kategóriát azokra a vonatokra használják, amelyek az útvonaluk mentén minden vasútállomáson megállnak egy működési területen belüli nagyobb városba. Kivételesen, amikor a vonat a jakartai elővárosi vasúttal átfedésben közlekedik, csak bizonyos állomásokon áll meg. |
| Olaszország   | Trenord                           | Treno suburbano (IT)                                                 | "Elővárosi vonat" vagy "városi vonat". Ezt a kategóriát a Milánó városában minden megállóhelyen megálló vonatokra használják. Ezeket a vonatokat a Trenord, a lombardiai regionális vasúttársaság üzemelteti. |
| Olaszország   | Trenitalia                        | Treno regionale (IT)                                                 | "Regionális vonat". Ez a kategória azokra a vonatokra vonatkozik, amelyek minden vagy a legtöbb megállóban megállnak. Korábban a regionális vonatokat treni locali (helyi vonatok) néven emlegették. |
| Japán         | JR group                          | 中距離列車 近郊形電車 アーバンネットワーク(āban nettowāku) (JA)      | "Középtávú vonat", "elővárosi vonat", "városi hálózat". Ezeket a kategóriákat olyan vonatokra használják, amelyek kevesebb megállóhelyen állnak meg, mint a város területén közlekedő elővárosi vonatok, és minden megállóhelyet külvárosban vagy távolabb tesznek meg. |
| Luxembourg    | CFL                               | Regionalbunn (LB), RegionalExpress                                   | Regionalbunn ("Regional train') a RegionalExpress-szel ellentétben szinte minden megállóhelyen megálló vonatokra használatos. |
| Hollandia     | NS és egyéb társaságok            | Sprinter (NS)/Stoptrein (egyéb szolgáltatók) (Stoptrein)             | "Sprinter" vagy "Stopping train". Közeli városokat köt össze, (majdnem) minden állomáson megáll, az alapvető helyi vonatközlekedés alapja. |
| Norvégia      | NSB                               | Regiontog                                                            | "Regionális vonat". Ezt a kifejezést a Norges Statsbaner használja a közép- és távolsági vonatokra: azokra, amelyek nem állnak meg minden állomáson. Norvégiában nincsenek nagysebességű vonatok, kivéve a rövid távolságokat. A távolsági vonatok gyakran megállnak, mivel regionális utazásra is használják őket, és nem próbálnak versenyezni a légi közlekedéssel, mivel a vasutak kanyargósak és lassúak. |
| Lengyelország | Polregio                          | Pociąg REGIO (PL)                                                    | "REGIO train" |
| Portugália    | Comboios de Portugal              | Comboio Regional (PT)                                                | "Comboio Regional" Különböző városokat és falvakat köt össze a part menti nagyvárosokkal. |
| Románia       | CFR                               | Regio                                                                | Röviden "Regional" (korábban, Personal) |
| Szerbia       | Serbian Railways                  | Putnički voz (Személyvonat)                                          | Rövid-, közép- és hosszú távú megálló vonatok, amelyek két pont között minden állomáson megállnak. Ezek a vonatok általában a leglassabbak Szerbiában, de a Brzi voz ("Gyorsvonat", csak a nagyobb állomásokon megálló vonatok) és az Inter Siti Srbija ("InterCity Serbia", hasonló a Brzi vozhoz, kivéve, hogy a legtöbbjük nemzetközi vonat) vonathoz képest alacsony áruk miatt a leggyakrabban használják őket. A Putnički voz vonatok többsége egy ŽS 441/ŽS 444 mozdonyból és egy-három kocsiból vagy ŽS 412 sorozatú motorvonatból áll. A tervek szerint a ŽS 412-eseket új ŽS 413-as szerelvényekkel kívánják helyettesíteni. Most a Regio nevet viseli. |
| Spanyolország | Renfe Operadora                   | Media Distancia                                                      | "Medium Distance" (korábban, Regionales). |
| Svédország    | SJ és egyéb szolgáltatók          | Regionaltåg (SV)                                                     | "Regionális vonat". Svédországban a tömegközlekedési szervezetek helyi és regionális vonatokat is szerveznek, mindkét esetben hasonló jegyekkel, és a havi bérletek árai versenyképesek az autóval történő ingázáshoz képest. Egyes esetekben az egyszeri utazásra szóló jegyeket elsősorban a szolgáltató értékesíti. Az SJ a fő üzemeltetővel párhuzamosan az összes regionális vonatra jegyet árul. |
| Svájc         | SBB-CFF-FFS és egyéb szolgáltatók | Regionalzug (német) Train régional (francia) Treno regionale (olasz) | "Regionális vonat". A korábbi Personenzug (német, "személyvonat") és train omnibus (francia) kifejezések helyébe lépett, hogy pontosabb leírást adjon, és alapvetően mindhárom nemzeti nyelven ugyanaz a szó szerepeljen. 2004 decemberétől kezdve minden nyelven a Regio rövidítést vezették be. A Regio elnevezésű vonatok minden megállóhelyen megállnak. |
| Tajvan        | Tajvani Vasúti Igazgatóság        | 區間車 (kínai)                                                       | A helyi vonatok a fővonalakon minden állomáson megállnak; a személyszállító mellékvonalakon kizárólagos osztály. A vonatszerelvények közé tartoznak: EMU500, EMU700, EMU800 és DRC1000. |
| Törökország   | TCDD                              | Bölgesel Tren                                                        | "Regionális vonat". (Majdnem) minden állomáson megáll, az alapvető helyi vonatszolgáltatás. |